# State Oil Fund of Azerbaijan
Het State Oil Fund of Azerbaijan (Azerbeidzjaans: Azərbaycan Respublikası Dövlət Neft Fondu, Nederlands: Staatsoliefonds van Azerbeidzjan) is een sovereign wealth fund van Azerbeidzjan. De gebruikelijke afkorting voor het fonds is SOFAZ. Het fonds wordt gevoed met inkomsten uit de olie- en aardgasindustrie. Het geld wordt hier belegd voor toekomstige generaties als de olie- en gasbronnen zijn uitgeput. Het fonds levert nu al een belangrijke bijdrage aan de inkomsten van de Azerbeidzjaanse overheid.

## Oprichting en doel
Het staatsoliefonds werd gericht op 29 december 1999 en medio 2001 begon het fonds daadwerkelijk met de activiteiten. De algemene doelstelling van het fonds is alle inkomsten uit de verkopen van olie- en gas te beheren voor huidige en toekomstige generaties. Hieronder valt het behoud van de macro–economische stabiliteit door de afhankelijkheid van de energie-inkomsten te verminderen door te investeren in niet-energie gerelateerde activiteiten. Zorgen dat toekomstige generaties ook profiteren van de energiebaten als de olie- en gasbronnen zijn uitput en het financieren van belangrijk projecten op sociaal-economisch gebied in het land.

## Financiën

### Inkomsten
De inkomsten van het fonds zijn alle afdrachten van de olie- en gasindustrie aan de overheid. Hieronder vallen opbrengsten uit production sharing agreements, bonussen voor het behalen van doelstellingen, licenties, van het transport van olie en aardgas en de opbrengsten op het belegd  vermogen van het fonds.
De energie-inkomsten zijn sterk gerelateerd aan de productievolumes van olie en gas en de olieprijs. In 2014 leidde dit tot inkomsten van US$ 16,2 miljard maar in 2015 was dit gedaald tot iets onder US$ 8 miljard. Het Azeri-Chirag-Guneshli olieveld leverde in 2015 de grootste bijdrage van ruim US$ 7 miljard en dit veld kwam in 1997 in productie. De Shah Deniz-gasveld stond met grote achterstand op de tweede plaats met een bijdrage van US$ 0,3 miljard. Net als bij andere beleggers dalen de inkomsten van de beleggingen door de zeer lage rentestanden wereldwijd.

### Uitgaven
De belangrijkste uitgave van het fonds is de bijdrage aan de staatsbegroting van Azerbeidzjan. Tussen 2003 tot en met 2015 droeg het fonds in totaal US$ 64 miljard af aan de overheid en in de jaren 2010 tot en met 2015 leverde het fonds meer dan de helft van de begrotingsinkomsten. Verder participeert het in de financiering van raffinaderijen en chemische complexen en grote infrastructurele projecten zoals pijplijnen, spoorwegen, irrigatieprojecten en de watervoorziening. Medio 2016 werd bekend dat SOFAZ voor US$ 0,6 miljard zal bijdragen aan de verbetering van de spoorlijn van Bakoe naar Kars, aan de Turkse grens.

### Vermogen
Het vermogen van het fonds is sterk gestegen sinds de oprichting. In 2001 was er een vermogen van US$ 0,5 miljard, in 2010 was dit gestegen naar US$ 22,8 miljard en eind 2015 stond het fondsvermogen op US$ 33,6 miljard. Eind 2014 bereikte het fonds een piek van 37 miljard dollar, maar de daling van de olieprijs vanaf begon 2015 deed de inkomsten dalen terwijl de uitgaven op peil bleven. Eind 2015 was meer dan 80% van het vermogen belegd in obligaties, zo’n 10% in aandelen en de rest verspreid over goud en onroerend goed. Het vermogen is voor ruim de helft vastgelegd in Amerikaanse dollars en voor ruim 30% in euro’s.

## Transparantie
Het fonds is een van de ondertekenaars van de Santiago Principles. In het SOFAZ jaarverslag staat een apart hoofdstuk over de naleving van de 24 afspraken die in deze overeenkomst staan vermeld. Het bedrijf is goed transparant, het scoorde in 2015 een 10 van de maximale 10 punten op de Linaburg-Maduell transparantie-index. In 2015 stond het fonds in de top 30 van sovereign wealth fondsen wereldwijd gemeten naar vermogen.